# Accademia Filarmonica di Verona

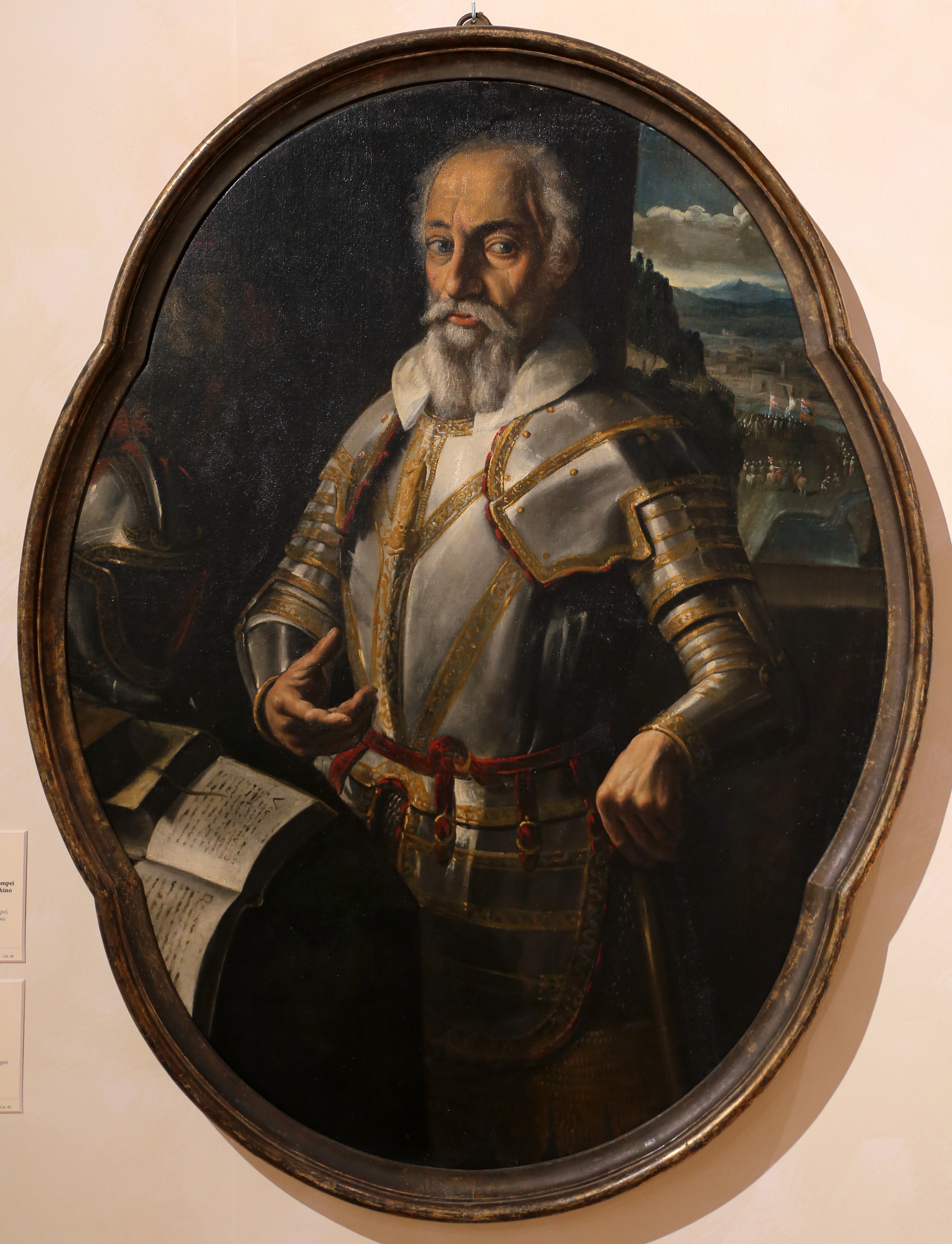
Pasquale Ottino, portrait d'Alessandro I Pompéi ou Giovanni, vers 1610 (Académie philharmonique, Vérone).

L'Accademia Filarmonica di Verona (Académie Philharmonique de Vérone, en français) est la première académie qui se consacre dès sa création en 1543 à l'étude et à l'exécution d'œuvres musicales, à Vérone, en Italie. À sa création, elle consistait dans un groupe de jeunes nobles aux inclinations humanistes et littéraires qui étaient aussi des musiciens amateurs et se réunissaient pour étudier la musique et exécuter des œuvres musicales. Ce n'était pas la première académie italienne de la Renaissance — de nombreuses académies furent créées à la Renaissance pour débattre des questions intellectuelles, culturelles et humanistes — mais c'était la première académie « de musique » de la Renaissance.

## Histoire
Cette académie est créée en mai 1543 par la fusion de deux académies précédentes : l'Incatenata et une Filarmonica qui existait déjà précédemment, mais dont on a perdu toute trace,. À ses débuts, un petit groupe d'artistes et de musiciens se réunit pour jouer de la musique et en discuter, surtout pour leur plaisir, et la chair et le vin abondent à leurs réunions[réf. nécessaire]. Les fondateurs du groupe sont des jeunes de familles aristocratiques de Vérone. Les six « régents » du club le dirigent à tour de rôle durant deux mois. Ils ne tardent pas à constater le besoin d'engager un compositeur et professeur professionnel comme « maître de musique » : en 1547, ils engagent donc Jan Nasco (en), compositeur de l'école franco-flamande originaire des Pays-Bas, pour les instruire,.
Les fonctions de Nasco sont bien définies. Le groupe se réunit tous les jours, et Nasco doit enseigner le chant aux membres s'ils le veulent ; même s'ils ne veulent pas de cours, il est tenu d'assister à leurs réunions. Il doit mettre en musique tout poème qu'un membre lui donne, et ses compositions deviennent la propriété de l'académie. Les membres du groupe lui versent un salaire annuel de 30 ducats et le logent dans leur palais. Avant none, il est libre, mais si la majorité des membres réclame ses services, il est tenu d'être disponible. Nasco quitte son poste après quatre ans environ, lorsque les membres essaient de réduire son salaire. Il conserve toutefois de bonnes relations avec eux et leur envoie de nombreuses lettres de Trévise, où il obtient un autre emploi. L'académie engage ensuite Vincenzo Ruffo au poste de maître de musique, mais trouve qu'il néglige ses fonctions et ne le garde que neuf mois. C'est le Français Lambert Courtois (en) qui lui succède. Parmi les autres musiciens remarquables qui ont été « maîtres de musique » de l'académie au XVIe siècle, il y a Alessandro Romano, Ippolito Camaterò, Pedro Valenzuela et Paolo Bellasio (en).
L'académie fleurit sans grande concurrence durant ses vingt premières années ; elle tient des réunions régulières, donne des spectacles publics et avait tous les ans une messe fraîchement composée pour célébrer l'anniversaire de sa fondation le 1er mai dans une église de l'endroit. À l'origine, c'était un club privé où l'on admettait rarement des visiteurs de l'extérieur, mais il multiplia les exécutions publiques au fil des ans et étendit sa renommée. Son influence se voit dans le nombre extraordinaire de livres de musique qui lui sont consacrés : une bonne moitié des livres de madrigaux consacrés aux académies italiennes du XVIe siècle (lesquelles sont plus de 200) était dédiée à l'Académie philharmonique de Vérone. À la fin des années 1560, l'influence de l'académie commence à décliner en raison de la concurrence d'autres groupes et académies, dont les groupes réunis autour du mécène véronais de la musique le plus influent de l'époque, le comte Mario Bevilacqua. Parmi les autres académies véronaises du XVIe siècle, on compte l'Accademia dei Moderati, l'Accademia dei Novelli, le ridotto Ridolfi et le ridotto de Bevilacqua. Une autre, l'Accademia alla Vittoria, fusionne avec l'Académie philharmonique en 1564.

## Époque moderne
De nos jours, l'académie offre un lieu de concerts et organise des spectacles. Sa mission est en partie de faire connaître la musique de la Renaissance et la musique baroque. En plus d'offrir des interprétations en direct, l'Académie tient un musée et une bibliothèque avec des sections sur la musique du XVIe et XIXe siècles. Nombre des instruments de musique originaux utilisés au début de l'académie sont exposés au musée.